# Hans Gustaf Boije

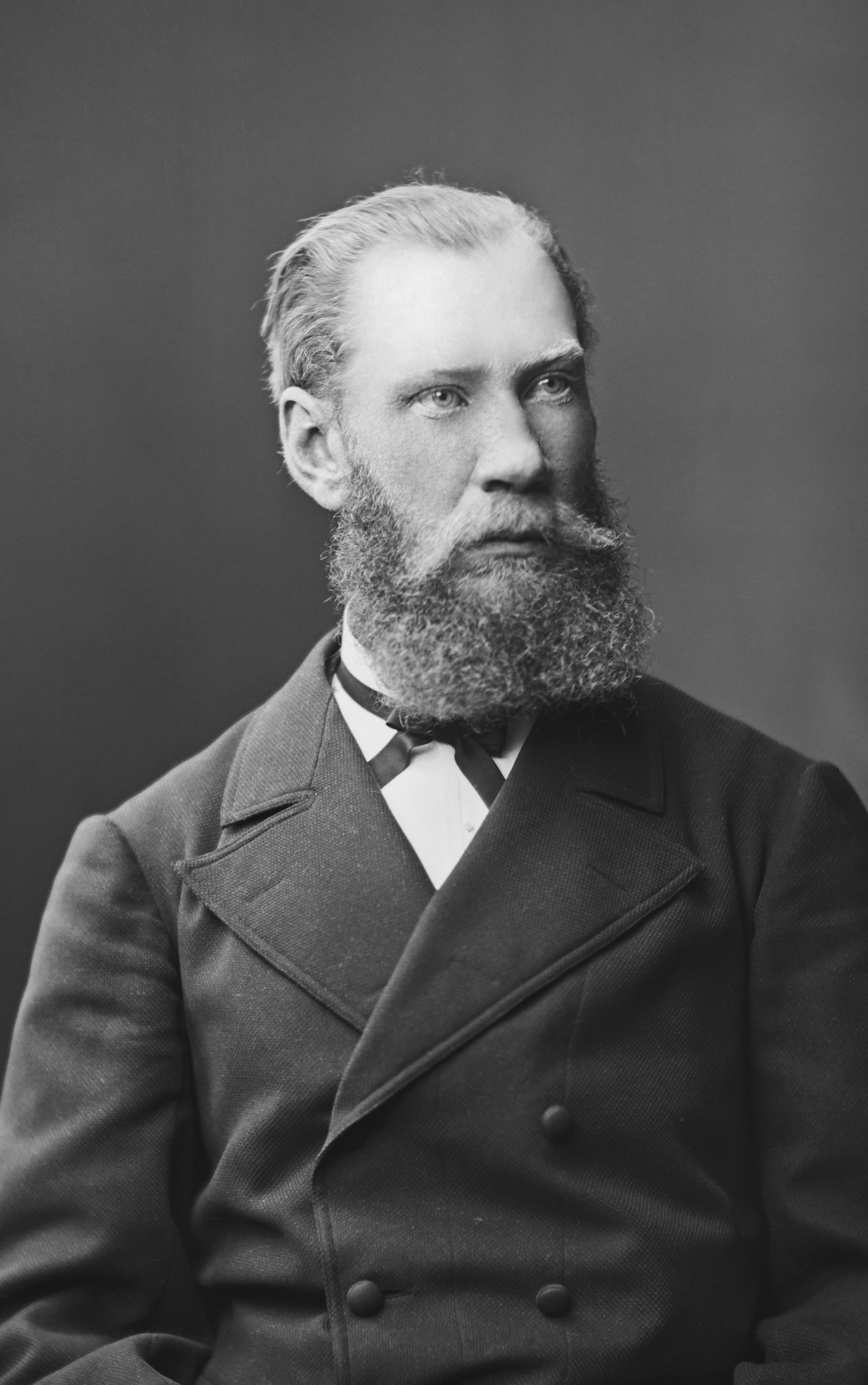
Hans år 1878.

Hans Gustaf Boije, född 19 december 1828 i Janakkala, död där 20 oktober 1903, var en finländsk godsägare.
Boije tjänstgjorde 1847–1852 vid Åbo hovrätt, blev vicehäradshövding 1852 och ägnade sig därefter åt skötseln av Haga gård med flera arvegods i Tavastland. Han åtnjöt anseende som en av landets största jordägare, var medlem av januariutskottet 1862 och deltog i det politiska livet från tiden för lantdagens återupplivande. I lantdagen tillhörde Boije det liberala partiet och tjänstgjorde vid ett flertal lantdagar som vicelantmarskalk. Han förlänades titeln kammarherre 1879.